# 수타그램
수타그램(SutaGram)은 전 세계 주요 120여 국가 슈퍼탤런트 오브 더 월드 참가자들의 글로벌 모델, 패션, 포토, 이커머스 커뮤니티이다. 싱가폴 증권거래소 상장사 유주 코퍼레이션과 슈퍼탤런트 오브 더 월드가 운영하는 웹 플랫폼으로 슈퍼탤런트 특가 콘텐츠를 판매하고 있다. 
[분류:아이폰 소프트웨어]]